# 7189 Куніко
7189 Куніко (7189 Kuniko) — астероїд головного поясу, відкритий 28 вересня 1992 року.
Тіссеранів параметр щодо Юпітера — 3,622.